# Ceratopogon luteitarsis
Ceratopogon luteitarsis är en tvåvingeart som beskrevs av Joseph Waltl 1837. Ceratopogon luteitarsis ingår i släktet Ceratopogon och familjen svidknott.
Artens utbredningsområde är Tyskland. Inga underarter finns listade i Catalogue of Life.